# Willoughby Hills
Willoughby Hills é uma cidade localizada no estado norte-americano de Ohio, no Condado de Lake.

## Demografia
Segundo o censo norte-americano de 2000, a sua população era de 8595 habitantes.
Em 2006, foi estimada uma população de 8449, um decréscimo de 146 (-1.7%).

## Geografia
De acordo com o United States Census Bureau tem uma área de
28,1 km², dos quais 27,9 km² cobertos por terra e 0,2 km² cobertos por água.

## Localidades na vizinhança
O diagrama seguinte representa as localidades num raio de 8 km ao redor de Willoughby Hills.